# Ctenosciara insolita
Ctenosciara insolita är en tvåvingeart som först beskrevs av Mitsuhiro Sasakawa 1994.  Ctenosciara insolita ingår i släktet Ctenosciara och familjen sorgmyggor. Inga underarter finns listade i Catalogue of Life.